# Башня Бисмарка (Бохум)

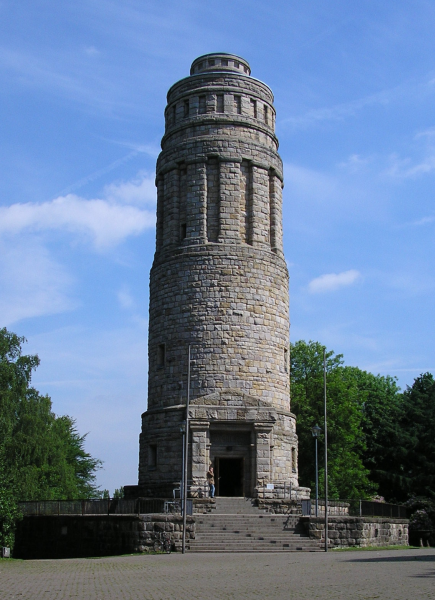
Вид с южной стороны

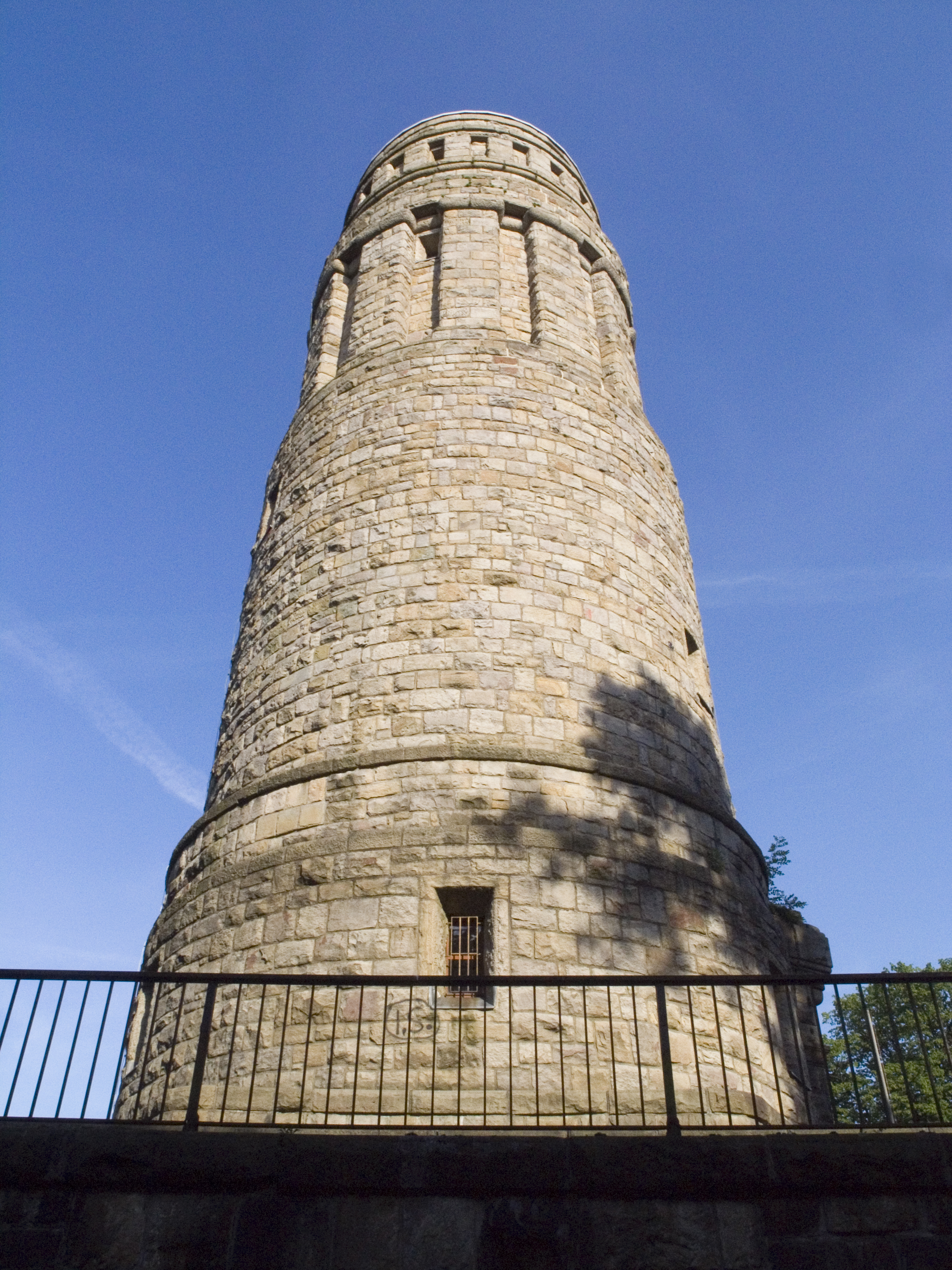
Вид с северо-западной стороны

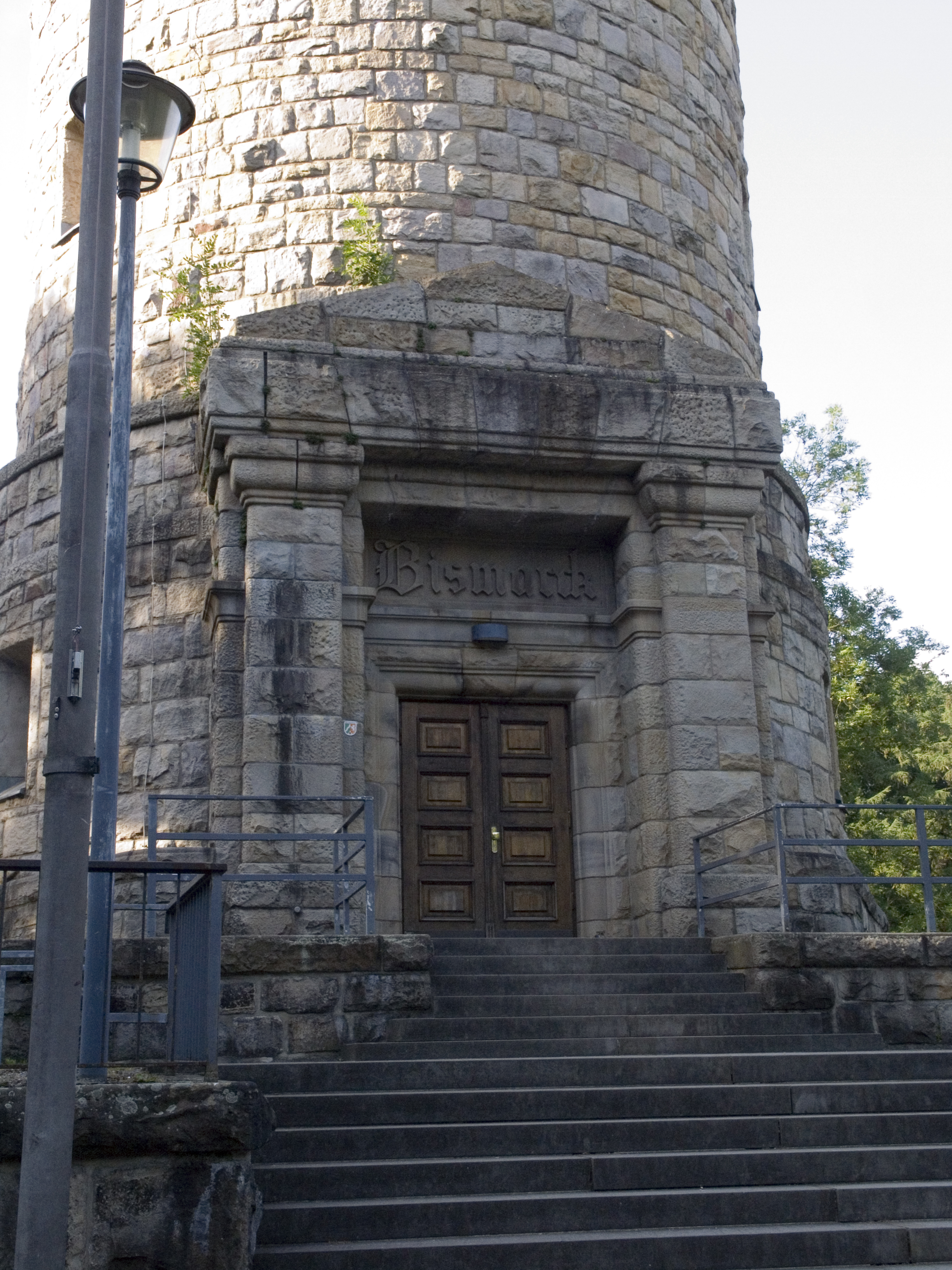
Вход в башню

Башня Бисмарка (нем. Bismarckturm) — мемориальная башня высотой 34 м в немецком городе Бохуме (федеральная земля Северный Рейн — Вестфалия). Башня расположена в городском парке на холме высотой 119 м над уровнем моря .

## История
В 1898 году умирает первый канцлер Германской империи Отто фон Бисмарк. Еще при жизни ему было поставлено множество памятников: в гражданских костюмах, в военной форме, в средневековых доспехах. В 1899 году Союз немецкого студенчества объявляет конкурс на создание мемориальных монументов в память о Бисмарке новых архитектурных форм. Конкурс выиграл проект архитектора Вильгельма Крайса «Сумерки богов» — башня с факелом Вечного огня. До 1911 года было построено 58 башен Бисмарка, из них 47 — по типовому проекту. Сооружались башни в основном на пожертвования частных лиц и благотворительных организаций.

Строительство башни в Бохуме началось в марте 1909 года по инициативе мэра города Отто Хюннебека. Строительство велось по проекту архитектора Альберта Фрайбе из Бреслау. Проект был отобран из числа 650 претендентов, поданных в рамках конкурса, который был объявлен в июне 1908 года. На строительство было выделено 95 000 марок.

Башня была торжественно открыта 16 октября 1910 года. На башне была установлена чаша вечного огня, которая была демонтирована в 1988 году и теперь находится в парке поблизости от башни. Длительный ремонт башни был начат еще в 1983 году. После ремонта башня была открыта 29 июня 2001 года.

В районе Бохума Дальхаузен в 1902 году была открыта еще одна башня Бисмарка высотой 13 м, но она была уничтожена в годы второй мировой войны.